# Хаметова, Ханбиче Шихрагимовна
Ханбиче́ Шихраги́мовна Хаме́това (лезг. Хаметова Ханбиче Шихрагьиман руш; 28 июня 1938, Цлак, Хивский район, ДАССР) — народная поэтесса Дагестана (1999). Редактор детского журнала «Соколёнок» на лезгинском языке. Член Правления Союза писателей России и член Правления Международного сообщества писательских союзов.

## Биография
Родилась в 1938 году в селении Цлак Хивского района. Окончила Дагестанский государственный женский педагогический институт имени Г. Цадасы. Работала учительницей в школе родного села, методистом Института усовершенствования учителей республики, а также сотрудником НИИ школ имени А. Тахо-Годи.
C 1974 года — член Союза писателей СССР. В Союзе писателей Дагестана входила в секретариат и возглавляла секцию лезгинских писателей. В настоящее время является редактором детского журнала «Соколёнок» на лезгинском языке. Член Правления Союза писателей России и член Правления Международного сообщества писательских союзов.

## Литературная деятельность
В 1958 году в печати появились первые публикации Хаметовой. В 1964 году вышла в свет её первая книга стихов на лезгинском языке «Узоры дум». За годы творчества ею написаны десять сборников стихов и поэм на лезгинском языке. Произведения Ханбиче Хаметовой переведены на русский и другие языки.

## Награды и премии
- Орден Дружбы (4 июля 2000 года) — за заслуги перед государством, многолетнюю плодотворную деятельность в области культуры и искусства, большой вклад в укрепление дружбы и сотрудничества между народами[3].
- Народный поэт Республики Дагестан (1999)[1].
- Заслуженный работник культуры Дагестанской АССР.
- Республиканская премия имени С. Стальского за книгу «Письмо к Ирен» (1985).
- Общественной литературной премии имени Е. Эмина за поэтический сборник «Венки сонетов» (1988).